# HIV 감염인 차별
HIV/AIDS을 가진 사람들에 대한 차별 또는 시어로포비아(serophobia)는 HIV/AIDS로 고통받는 사람들(PLHIV; people living with HIV/AIDS)에 대한 편견, 두려움, 거부, 그리고 낙인찍기의 형태로 이루어진다. LGBTQ+ 커뮤니티 구성원, 정맥 내 약물 사용자 및 성 노동자와 같은 소외된 위험 그룹은 HIV/AIDS 차별에 가장 취약하다. PLHIV에 대한 사회적 오명의 결과는 매우 심각하다. HIV/AIDS에 대한 차별은 전 세계의 HIV/AIDS 검진과 관리에 적극적으로 방해가 되고 있다. 게다가, 이러한 부정적인 낙인은 의사들에게 고정관념의 형태로 자리잡아 LGBTQ+ 커뮤니티의 구성원들에게 사용되기 시작한다.
HIV/에이즈 차별은 위험 인구에 대한 헌혈 제한, 사전 동의 없이 강제적인 HIV 검사, 의료 환경 내의 기밀 유지 위반, HIV에 감염된 사람에 대한 표적 폭력 등 다양한 형태를 취한다. 비록 많은 국가의 장애 법이 주거, 고용, 보건/사회 서비스 이용에 있어서 HIV/AIDS 차별을 금지하고 있지만, 전 세계의 HIV 양성 환자들은 여전히 오명과 학대의 사례를 경험하고 있다. 전반적으로, 만연하는 HIV/AIDS의 차별은 HIV 상담과 검사, 정체성 위기, 고립, 외로움, 낮은 자존감, 그리고 질병을 억제하는 데 대한 관심 부족으로 이어진다. 게다가 HIV에 감염된 사람들 또는 HIV에 감염된 것으로 인식되는 사람들에 대한 폭력적인 행위는 HIV의 진행에 대응하기 위한 치료의 발전을 심각하게 저하시킬 수 있다.

## HIV와 관련된 사회 낙인
낙인(stigma)는 종종 차별, 타인의 냉담한 태도나 편협한 시각에 의해 발생한다. HIV/AIDS 낙인은 다음과 같은 세가지 항목으로 나뉜다.
- 제도적 AIDS 낙인: 치명적인 감염성 질병과 관련된 두려움과 우려를 반영한다.[6]
- 상징적 AIDS 낙인: 질병과 관련된 사회적 집단이나 생활양식에 대한 태도를 표현하기 위해 HIV/AIDS라는 단어를 사용한다.[6]
- 명예 AIDS 낙인: HIV/AIDS 환자뿐만 아니라 그 환자와 관련된 주변 사람들에게도 낙인을 부여한다.[4]

HIV/AIDS 환자는 낙인을 내면화한다. 내면화된 낙인은 HIV에 대한 부정적인 생각이나 고정관념을 자신에게 적용하는 것을 의미한다. 이로 인해, 수치감이나 고립감을 경험할 수 있다. 내면화된 낙인은 HIV 진단이 폭로되는 것에 대한 두려움을 증가시키며, 그 후에 HIV 감염자라는 사실로 인해 받게 될 차별이나 소외에 대한 두려움을 증가시킨다. HIV와 관련된 낙인과 그로 인한 차별은 HIV 환자의 정신적 건강에 부정적인 영향을 미친다.
HIV 환자에 대한 낙인은 만연해있다. 자료를 얻을 수 있는 국가들 중 35%에서, UNAIDS 보고에 따르면, 50%의 사람들이 HIV 환자들에 대한 차별적 태도를 가져도 된다고 생각했다. HIV 환자에 대한 낙인 평가 지표(PLHIV Stigma Index)는 낙인이 만연해 있는 정도 및 영향, HIV 환자에 대한 차별의 정도를 측정하기 위한 도구로 사용된다. 이 평가 지표는 2008년, GNP+, ICW, UNAIDS, IPPF에 의해 개발되었고, 100개가 넘는 국가에서 사용되고 있다. 각 국가의 평가지표는 2016년 이후로 이용할 수 있다.
HIV 환자는 보건, 교육, 고용, 법률을 포함한 많은 분야에서 차별을 경험한다. 차별은 서비스의 거부, 이용할 수 있는 서비스의 제한, 불충분한 서비스의 규모와 투자 등의 형태로 나타난다. 내면화된 낙인과 함께, HIV/AIDS 낙인과 차별은 HIV 환자가 필요한 의료 서비스를 편하게 받는 것을 더욱 어렵게 한다.

## 미국인의 HIV에 대한 오해
오늘날, 미국에서는 HIV에 관련하여 상당한 오해가 계속되고 있다. 게다가, HIV 전파에 대한 잘못돤 생각이 많은 사회 구성원들의 두려움을 증폭시키고, 이는 HIV 환자에 대한 편협되고 차별적인 태도로 이어지고 있다.
카이저 패밀리 재단에 의해 진행된 2009년 연구는 미국인들이 아직까지도 HIV에 대한 기본적인 지식이 부족하다는 것을 알아냈다. 설문조사에 따르면, 미국인의 3분의 1은 음료를 나누어 마시거나 HIV 환자가 사용한 변기를 만지는 것만으로도 HIV가 전파될 수 있다는 잘못된 믿음을 가지고 있었다. 또한, 42%의 미국인은 HIV 환자가 룸메이트인 것에 대해, 23%는 HIV 환자가 직장 동료인 것에 대해, 50%는 HIV 환자가 그들의 음식을 준비하는 것에 대해, 35%는 HIV 환자가 그들 자녀의 선생님인 것에 대해 불편함을 느낀다고 한 연구를 통해 보고했다. 심지어 HIV 전파에 대해 정확한 답변을 한 응답자들도 HIV 환자에 대한 편협한 시각을 가지고 있었다. 실제로, 이 응답자들 중 85%는 HIV 환자인 직장 동료와 일하는 것에 대해 언짢아 했다.

### HIV 전파에 대한 오해
바이러스가 수여자의 혈액으로 들어갈 수 있는 매개체로 사용할 수 있는 정액, 혈액, 질 분비물과 같은 체액을 통해서만 HIV는 전파될 수 있다. 그러나, HIV는 침, 땀, 눈물, 소변을 통해서는 전파되지 않는데, 이것들은 바이러스가 전파되기 충분한 농도로 존재하지 않기 때문이다. 정액, 혈액, 질 분비물이 체내로 들어가기 위해서는 주사, 비보호 성관계 또는 임신과 같은 상황이 있어야 한다. HIV 환자의 체액과 직접적인 접촉이 있어야 바이러스에 감염될 수 있는데, 예를 들면 피부의 상처난 부위를 통해 혈액이 노출될 때 감염된다.
HIV 환자가 성관계를 하거나, 체액을 나눌 때 항상 바이러스를 다른 사람에게 전파하는 것은 아니다. 혈액에 존재하는 HIV 농도를 낮춰주는 약을 복용해서 바이러스 수치가 상당히 낮아지면 감염의 위험이 없어진다. 한편, 노출 전 예방 요법을 통해 HIV 환자를 치료하지 않고, HIV에 감염되지 않은 고위험군에 대해 예방적 조치를 취할 수 있다. HIV에 감염되지 않기 위해 예방 약은 일회적이 않고, 규칙적으로 복용해야 한다.
사람들은 AIDS에 걸리는 것이 아니라, 검사 받지 않고 놔두면 AIDS로 진행되는 HIV에 감염되는 것이다. 따라서, HIV에 감염되었다고 반드시, AIDS로 발전되는 것은 아니다. 항레트로바이러스 요법(ART)과 같은 약을 주기적으로 복용함으로써, 혈액의 HIV 수치를 감소시키고 AIDS로 진행되는 것을 막을 수 있다.

### HIV 위험군에 대한 오해
많은 사람들은 성관계를 가지는 게이만 HIV에 감염될 수 있다는 잘못된 생각을 갖고 있다. 게이, 양성애자 남성이 HIV 감염 확률이 높긴 하지만, 성적 지향, 인종, 나이 등과 상관없이 HIV는 누구나 감염될 수 있다. 어릴 적 트라우마, 강간, 성적 학대와 같은 폭력은 HIV 감염 위험이 높고 안전하지 않은 성관계를 가지게 한다. 어떤 경우에는, 이러한 트라우마를 경험한 어린 소녀들과 여성들은 성 노동자가 되는데, 이로 인해 HIV 감염 위험이 높아질 뿐만 아니라, 적절한 치료 없이 AIDS로 발전된다.
의료 분야 내에서 HIV 환자에 대한 차별적 시선이 아직까지 존재한다. 로스엔젤레스의 의료 전문가들에 의해 행해진 2006년 연구에 따르면, 요양시설의 56%, 산부인과 의사의 47%, 성형외과 의사의 26%는 HIV 전파에 대한 우려로 인해 HIV 환자를 치료하는 것을 거부하였다. 전반적으로, 사회적 낙인과 차별이 HIV 환자의 의료 종사자에 대한 불신을 더욱 악화시킨다. 따라서, 의료 종사자들은 HIV에 대한 고정관념과 잘못된 생각을 깰 윤리적 책임이 있다.

## 대한민국에서의 차별
국가인권위원회가 2017년에 발표한 조사에 따르면 답변자의 에이즈 감염인 93%는 '사회 전반적으로 차별이 많거나 있는 편"이라고 대답하였다.

## 위험군에 대한 헌혈 제한
1970년~1980년도 사이, 오염이 있었던 수혈 중 20,000 건이 HIV 감염으로 인한 것이었다. HIV 감염 여부를 확인할 수 있는 정밀한 혈액 스크리닝이 부족하기 때문에 다른 남성과 성관계를 한 남성(MSM), 유흥업소에 종사자, 정맥 약물 이용자 등은 HIV에 취약한 집단으로 여겨졌기에 헌혈을 인생동안 금지하는 법을 실행하였다. 당시에는 이러한 정책이 보건 전문가들의 입장에서는 다수의 혈액 수급의 오염을 막을 수 있는 긴급한 조치로 여겨졌다. World Health Organization과 같은 다자간(multilateral) 기관은 수혈 관련 HIV 감염을 몰아내기 위한 노력의 일환으로 일생간의 헌혈 금지 시행을 적극적으로 지원했다. 이러한 금지법은 미국에서도 받아들여졌고, 1980년데에는 여러 유럽 국가들도 받아들였다.
MSM과 성전환 여성에 대한 헌혈 금지는, 특히, 굉장한 비판을 불러일으켰다. LGBTQ+ 커뮤니티 회원들은 이러한 법률들이 차별적이며 동성애 혐오라고 주작한다. 헌혈 제한에 대한 중요한 점은 보건당국이 LGBTQ+ 커뮤니티가 동일한 성행위를 하는 동질적인(homologous) 집단으로 본다는 점이다. 그러나, 다른 인구집단과 마찬가지로 MSM은 성 파트너의 수와 그들이 성행위에 따라 매우 다양하게 나뉘어 있다. 결국, MSM과 성전환 여성들의 헌혈 금지는 LGBTQ+ 커뮤니티 내의 의료시스템에서 증가하는 불신을 악화시켰다. 이는 특히 LGBTQ 커뮤니티 간의 동성 혐오적인 이슈가 있었던 역사가 있었다는 점에서 더욱 그렇다. 이러한 정책의 결과로 인해, LGBTQ+ 개개인은 그들의 성적 기호를 의료 제공자와 보건 기관에 숨겨야 하는 막대한 압박감을 지게 되었다.
혈액 은행은 오늘날 혈청을 이용하여 민감도와 특이도 모두 100%에 달하는 발달된 혈액 검사를 이용한다. 현재로서, HIV에 감염된 핼액 감염의 위험은 800~1,200만 개 중 1개 정도로 현대 HIV 스크리닝 기법의 효율성을 보여준다. 이러한 중요한 실험적 발전에도 불구하고, MSM에 대한 일생 간 헌혈 금지법은 여러 서부 국가들에 남아있다. 오늘날, American Red Cross와 World Health Organiation과 같은 의료 기관들은 특히 남성과 성관계를 하는 남성의 일생 동안의 헌혈 금지에 엄격하다. 이는 지난 40년간 HIV에 대한 역학이 급격하게 변화했기 대문이다. 2015년, HIV 감염의 27%만이 MSM 집단에서 시작되었다. 이러한 역학적 데이터를 기반으로 공중보건 전문가들, 의료인, 그리고 혈액은행 기관들은 시대착오적인 MSM 헌혈 금지 정책을 수정하라고 요구해오고 있다.
대중의 압박이 증가하자 미국과 영국과 같은 나라들은 그들의 MSM 헌혈 금지법을 수정했다. 2015년, 미국은 일생 동안의 금지에서 마지막 MSM 성적 접촉 이후 12 개월 집행 연기로 대체했는데, 무기한 일생동안 금지법은 유흥업소 종사자와 정맥 주사 이용자에 한에서는 남겼다. 올바른 방향으로 가기 위한 작은 노력에도 불구하고, 미국 적십자는 식약처(Food and Drug Administration)에게 MSM에 대해 3 개월의 집행 연기로 해당 정책을 수정하도록 요구했다. 이는 3개월 집행 연기가 캐나다와 영국과 같은 나라들에서 현재 기준으로 받아들여지기 때문이다.
결국, 미국내에서 MSM 헌혈 금지를 완전하게 푸는 것은 혈액 공급은 2~4%가량 증가시켰고 이는 수백만 명의 목숨을 살리는 데에 도움이 되었다. COVID-19 기간 동안 혈액 공급이 부족했던 점을 볼 때에 헌혈 제한은 최근 더욱 비판의 대상이 되고 있다.
2020년 4월 2일, 미국 식약처(Food and Drug Administration)은 COVID-19 팬데믹으로 인해 혈액 공급이 부족해지자 헌혈과 관련한 개정안을 내놓았다. 이러한 변화는 민주당 상원위원과 인권 캠페인(Human Rights Campaign) 혹은 GLAAD와 같은 LGBTQ+ 인권 협회의 압박으로 인해 일어난 것이다. 이들은 MSM뿐만 아니라 남성과 성관계를 한 남성과 성관계를 한 여성에 대해 12개월 집행 연기 기간을 줄이도록 했다. 이와 같은 개정안이 FDA에서 발표되었고 집행 연기 기간이 3개월로 줄었다. 하지만 당시 활동가들은 헌혈을 할 수 있는 지의 적합성을 부정확한 편견이 아닌 개인적인 상황을 바탕으로 판단하게 해달라는 요구했으나 이는 받아들여지지 않았다. 2020년 6월 8일, 미국 적십자는 FDA가 만든 변화들을 실행했고 성적 기호가 헌혈의 적합성에 영향을 주지 않아야 한다며 그들의 신념의 변화를 재확인했다. 이러한 변화는 MSM과 성전환 여성에 대한 헌혈 금지법 철회에 대한 옹호자들 내의 촉매제가 되었다. 국내 LGBT 금지 협회(National LGBT Bar Association)는 “동성애 혈액 금지를 철폐하라”는 캠페인에 착수했고, FDA가 MSM과 성전환 여성을 개인화하여 개개인의 위험도를 측정하도록 하는 현재의 정책으로 대체하도록 요구했다. 이러한 정책은 현재 이탈리아와 아르헨티나와 같은 나라들에서 사용된다. 이러한 정책은 잠재적인 기부자의 성적 기호가 아닌 개인별 위험 요소를 평가한다. 2020년 4월 16일, GLAAD는 500개가 넘는 감염성 질병과 HIV에 대한 전문가, 공중 보건 전문가, 의료인, 보건정책 집행자, 트레이너와 연구원들이 FDA에게 헌혈 금지 제거와 관련한 개정안을 재검토를 요구하는 공개항의서를 보낸 것을 발급했다.

## 보건 의료 시설에 대한 차별적 관행
의료분야의 차별적 관행은 에이즈 양성 반응 개체에 대해 대단한 영향을 미쳐왔다. 저소득과 고소득 국가들에서, HIV 환자들에게 질이 낮은 의료서비스를 제공하거나 치료를 거부하는 사례가 다수 있어왔다. 2013년 태국에서 실행된 연구에서, 건강 관련 종사자들의 40.9%는 HIV가 옷이나 개인 소지품을 통해 전달되는 것이 아님을 알고 있음에도 HIV 환자들의 옷과 개인 소지품을 만지는 것이 우려스럽다고 보고했다. 90개국을 대상을 한 2008년도 연구에 따르면, HIV 보인자들 4명 중 한 명은 보건 의료 시설에서 차별을 당한 적이 있다고 보고했다. 더 나아가 HIV 보인자 5명 중 한 명은 의료 서비스를 거부당한 적이 있다고 보고했다. 더욱더 우려스러운 점은 HIV 관련 차별이 에이즈 양성 반응 여성에게 나타나고 있다는 점이다. 2008년 연구에 따르면, HIV 보인자 여성의 3명 중 1명은 생식기 관련 건강(reproductive health)과 관련한 의료 기관에서 차별을 당한 경험이 있다고 보고했다.
보건의료 시설 내에서의 또 다른 형태의 차별은 환자의 명확한 허락 없이 환자의 HIV 상태에 대해 공개하는 것이다. 많은 국가들 내에서 HIV 양성으로 밝혀지면 사회적으로 도태되거나 사회적 보장을 잃거나 결혼을 하기 어려워질 수 있다. 따라서 의료계 종사자의 잠재적인 기밀 유지 위반에 대한 우려는 에이즈 양성 반응 개체들이 케어를 받기에 큰 장애물로 작용한다. 31개국에 대한 포괄적인 연구에서, HIV 보인자 5명 중 1명은 그들의 동의 없이 그들의 HIV 양성 상태에 대해 공개한 사례가 있었다고 보고했다.
이와 같은 의료계 내의 차별 관행들로 인해 에이즈 양성 반응 개체들이 HIV 치료를 받는 것이 지연되었다. 뉴욕시에서는, 남성과 성관계를 한 남성, 성전환 여성, HIV 보유한 유색인종 모두 의료서비스 제공자들 사이의 낙인이 그들로 하여금 HIV 치료센터에 가기까지의 가장 큰 장애물이라고 보고했다. A 2011 community-based study found that the most widely reported barrier to care amongst HIV-positive individuals is fear of stigma within healthcare settings. HIV 관련 심각한 낙인을 경험한 에이즈 양성 반응 개체들은 2.4배가량 HIV 케어에 참여하지 않는 것으로 나타났다. 현재로서, 미국 내 에이즈 양성 반응 개체의 20-40 퍼센트가량이 진단 후 첫 6개월이 지나도 항레트로바이러스 치료를 시작하지 않고 있는 것으로 나타났다. 결국, HIV 낙인의 영구화는 에이즈 양성 반응 개체들에 대한 건강 결과에 치명적으로 작용해왔다. 이는 HIV가 진행됨에 따라 환자가 치료를 늦게 시작하면 진단을 받자마다 치료를 시작한 환자들에 비해 사망률이 1.94배 정도이기 때문이다. 따라서, 차별에 대한 두려움으로 인한 HIV 치료 지연은 치명적인 결과를 일으킬 수 있다.

## HIV 보인자에 대한 폭력
폭력적인 차별 혹은 위협적인 폭력은 HIV 검사를 받으려는 많은 사람들을 억압하는 요소로 작용한다. 이는 바이러스를 치료하는 데에 있어서 도움이 되지 않는다. 폭력은 AIDS를 직면한 사람들이 치료를 받는 데에 중요한 요소가 된다. PLHIV가 가까운 관계에서 발생 시, 특히 여성의 경우, 그들은 폭력에 대한 두려움 때문에 자신들이 HIV 상태에 대해 자신의 파트너에게 알릴 수 없게 되는 경향이 있다. 그들의 두려움은 그들이 의료계 전문가들과 가족들로부터 검사, 치료 등의 전반적인 도움을 받는 것을 막는다. 남아프리카에서 PLHIV에 대해 진행된 연구에 따르면, 연구에 참여한 500명 중 16.1%가 신체적으로 학대당했고, 그중 57.7%가 그들의 남편 혹은 아내와 같은 가까운 파트너로부터 당한 것으로 연구되었다. 연구 가능한(available) 수치에 따르면 연구 참여자들의 높은 비율이 자신들을 친구나 가족으로부터 스스로를 격리시키는 것으로 보였고, 내재된 두려움으로 인해 병원이나 클리닉에서의 치료를 받는 것을 거부하는 것으로 나타났다.

## HIV 차별이 미치는 심리적 영향
HIV 환자는 자기 비하 사고 방식과 HIV 양성 진단에 대한 사회적 반응에 대처할 능력을 발달시킨다. HIV 환자의 공통된 우려는 AIDS로 발전해서 다른 사람들처럼 길고 생산적인 삶을 살 수 없다는 것이다. HIV에 대한 치료제는 없지만, 항레트로바이러스 요법(ART)과 다른 약물이 바이러스가 악화되고 퍼지는 것을 막아주어 HIV 환자가 가족을 만들어 더 길게 살아갈 수 있도록 해준다. 그럼에도 불구하고, 이런 약물 치료로 인해 그들의 건강 상태로 인해 이른 죽음을 맞이할 수 있다는 우울한 마음 상태를 받아들이게 한다는 것을 모든 HIV 환자가 인지하지는 못한다. 어떤 경우, ART는 HIV 환자의 걱정을 덜어주기는 하지만 환자의 정신적 건강을 악화하는 다른 증상을 유발할 수 있으므로, 의사의 처방에 따라 복용해야 한다. 예를 들면, 다른 처방약과 ART를 병용할 때, 정신적 건강이 악화될 수 있다.
낙인 찍기와 차별과 같은 부정적인 사회적 결과들은 PLHIV에게 극심한 정신적 영향을 준다. 한 사람이 자신의 상태를 공개하면, 이건은 결혼과 심지어 고용에도 선택권에 제한을 주게 된다. 이것은 개개인의 정신건강을 악화시키고 자신의 상태에 대한 공개를 두려워하게 만들 수 있다.
남아프리카에서 실행된 연구는 HIV 양성 반응 개체가 경험한 고도의 낙인 경험은 극심한 정신적 영향력을 갖게 된다는 것을 보여준다. 남아프리카 내 다수의 PLHIV는 자신의 현재 상황에 대해 스스로를 비난하기 때문에 스스로 내재된 낙인과 차별은 PLHIV 사회에서 만연하다. 특정 국가들 내 PLHIV에 대한 정신적인 지지는 매우 부족한 실정이다.
PLHIV에 낙인이 미치는 영향에 대한 연구에 따르면 HIV로 인한 강도 높은 차별을 경험하는 것은 우울한 상태와 정신과 치료와 상관관계를 갖고 있다. 우울증은 자살 생각, 불안과 질병 진행의 속도를 증가시켜왔다. 또 다른 최근 연구는 HIV 양성 반응 아프리카계 아메리칸 남성을 중점적으로 다루었는데, 낙인은 개개인의 삶의 질을 낮추는 데에 지대한 영향을 미쳤다고 결론 내렸다.
연구들에 따르면 미국 내에서 대도시가 아닌 지역에서 거주하는 사람들의 경우 많은 양의 정서적인 스트레스를 경험했다. Beck Depression Inventory에 따르면 랜덤화된 임상시험에 등록된 참여자들의 60%는 중간의 혹은 극심한 정도의 우울증 징후를 보였다. 이러한 현상이 나타난 원인은 참가들이 사회적 지지를 충분히 받지 못하고 HIV와 관련하여 낙인찍히고 가족들 내에서 거부당했기 때문이었다. 더 나아가, 대도시 내에서 거주하는 PLHIV에 비해 그렇지 않은 PLHIV의 경우에는 더 잘 외로움을 느끼며, 건강보호 시설과 사회적인 서비스가 부족되고, 더 많은 차별을 당하는 것으로 나타났다. 이러한 특성들은 정서적인 스트레스가 더 높게 나타나는 것으로 이어진다.

### 소외집단(Marginalized groups) (HIV)노출 전 예방 요법의 접근성
소외그룹은 또한 Pre-exposure prophylaxis(PrEP)와 같은 HIV/AIDS 예방 관리에 접근하는 데에 있어서 장벽을 마주하게 된다. 여러 연구들에 따르면, PrEP을 위해 비용을 지불하는 것과 성행위에 대해 의료 제공자와 의사소통하는 데에 대한 우려가 어린 연령층의 남성 성소수자들로 하여금 PrEP 사용을 피하도록 하는 것으로 보였다.
PrEP를 사용하는 데에 대한 다른 구조적 장애물은 그것의 이용가능성에 대한 정보 부족, HIV를 둘러싼 낙인, 소수자 집단내의 의료시설에 대한 불신 때문이다. 의료시설에 대한 불신은 수년에 거쳐 소외 집단에 대한 의료분야 내 차별 때문이다. Grindr라는 동성애 데이팅 앱에서 실행한 설문조사에 따르면, 응답자에 따르면 건강보험에 대한 빈약한 접근성과 PrEP에 대한 교육의 부족함이 만연하다는 것을 알 수 있다. 비용에 대한 부담, 정신 건강, 물질 사용에 대한 이슈, 호르몬 상호작용에 대한 우려, 부작용에 대한 불안, 알약 섭취의 어려움, 낙인, 홍보에서의 성전환 여성의 배제, 성전환 여성과 PrEP에 대한 연구 부족은 모두 성전환 여성의 PrEP 이용에 대한 장애물이다. 성전환 여성의 PrEP 사용에 대한 구조적인 장애물들은 고용, 교통, 그리고 주거 불안정성 및 노숙 등을 포함한다. 런던에서 흑인 MSM에 대해 진행한 연구에 의하면 동성애 남성을 위한 공간 내에서의 인종차별 사례들은 그들로 하여금 그러한 공간을 피하도록 하며 결국 동성애 집단의 채널을 통해 전파된 PrEP 인식을 흑인 MSM는 접하지 못하도록 하게 한다.

### 감옥에 투옥된 집단 내에서의 HIV/AIDS 격차
2018년 말, 흑인의 투옥 비율이 히스패닉 계열의 두 배 정도였고 백인의 투옥비율의 5배를 넘었다. 더 나아가, 히스패닉 계열 남성 100,000명 당 1,018명의 재소자가 있고 백인의 경우 100,000명당 2,272명의 재소자가 있는 데에 비해, 흑인의 경우 100,000명의 흑인 남성 당 2,272명의 재소자가 있다. 감옥에 수감된 사람의 경우 그렇지 않은 사람에 비해 HIV에 걸릴 확률이 높게 나타난다. 세계적으로 재소자들 중에서 HIV 감염자는 3%정도로 측정되지만 일반적으로 성인의 경우 전세계적으로 HIV 감염자는 0.7% 정도로 추정된다. 또한, 감옥에 있는 여성의 경우 남성보다 HIV 분포가 더 높다. 재소자들의 경우 전파될 위험이 더욱 높은데 이는 위험도가 높은 활동 때문이다. 예를 들어, 안전하지 않고 청결하지 않은 타투, 주사바늘 공유, 그리고 피임을 하지 않은 성행위 등이 위험도가 높은 활동에 포함된다. 주사를 공유하는 것은 감옥 내에서 더욱 만연한데 이는 바늘을 공유하는 것이 때로 범죄사범이 되기 때문에 청결한 바늘이 매우 적기 때문이다. 전세계에서 오직 30%의 국가들이 재소자들에게 콘돔을 제공하지만 콘돔을 제고하는 국가들에 대해서는 보호와 접근성이 보고되지 않고 있다. 더 나아가, 이러한 개개인들은 ART와 같은 중대한 HIV 자원에 접근하는 데에 더욱 어려움을 겪고 있다. ART가 제공되더라도, HIV를 보유한 사람들은 전문화된 케어와 구체적인 ART 섭식법을 받을 능력이 부족할 수 있다.

### HIV/AIDS와 그 외의 다른 공중 보건 위험요소
PLHIV에 대한 차별과 낙인으로 인한 불평등은 다른 공중 보건 위험 요소의 민감성에 영향을 줄 수 있다. PLHIV를 향한 거주, 의료, 그리고 취업 분야에서의 차별은 COVID-19 상황 속  소외 집단에 대한 공중 보건에 대한 위협 요소로 작용해왔다.
HIV 보인자에 대한 COVID-19의 영향은 여전히 연구되고 있다. 연령대가 높거나 심각한 기저 질환이 있는 개체의 경우 COVID-19로 인해 심각한 질환이 발생할 수 있는 위험이 증가할 수 있다고 연구된다. 이러한 경향은 동반질환이 있는 HIV 보인자, CD4 세포 수가 적은 사람, 혹은 현재 HIV 치료를 받지 않고 있는 사람들을 포함한다. CURE(Coronavirus Under Research Exclusion) HIV-COVID 데이터베이스는 HIV 보인자들의 COVID-19 결과에 대한 정보를 수집한다.
COVID-19 백신 접종 우선순위 집단은 질병관리예방센터(CDC;Center for Disease Control and Prevention)에 의해 정해지지만 각각의 주는 그들만의 배분 계획을 결정했다. HIV 보인자에 대한 명확한 우선순위 혹은 HIV/AIDS에 의해 영향을 받는 주요 집단들에 대한 우선순위는 현재까지는 만들어지지 않았다.